# Isoetes maxima
Isoetes maxima är en kärlväxtart som beskrevs av Hickey, Macluf, Link-pérez. Isoetes maxima ingår i släktet braxengräs, och familjen Isoetaceae. Inga underarter finns listade i Catalogue of Life.